# Johann Baptist von Mühldorfer
Johann Baptist Mühldorfer, ab 1834 von Mühldorfer, (* 13. Februar 1772 in Schönberg; † 7. Februar 1839 in Vilshofen) war ein bayerischer Bierbrauer und Abgeordneter.
Mühldorfer, Bierbrauer in Vilshofen an der Donau, rückte am 1. Februar 1822 als Nachfolger des entlassenen Franz Xaver Hilz in die Kammer der Abgeordneten für den Stimmkreis Unterdonaukreis Klasse V nach. Er wurde 1825 und 1827 wiedergewählt. 1828 schied er aus.
1834 wurde er in den Adelsstand erhoben.
Sein einziges Kind war der Kommerzienrat, Bierbrauer, Realitäten-, Guts- und Mühlenbesitzer in Vilshofen Philipp von Mühldorfer, der ebenfalls Landtagsabgeordneter war.